# Donna Barnett
Donna Barnett (née en 1942 ou 1943) est une femme politique canadienne, elle est élue à l'Assemblée législative de la Colombie-Britannique lors de l'élection de 2009 sous la barrière du Parti libéral provinciale qui représente la circonscription électorale de Cariboo-Chilcotin.
Elle a d'abord été défaite le soir des élections, mais elle a été déclarée élue par la suite face au néo-démocrate Charlie Wyse après un recompte.